# Aravane Rezaïová
Aravane Rezaïová (* 14. března 1987 Saint-Étienne) je bývalá francouzská profesionální tenistka íránského původu. Ve své kariéře vyhrála 4 turnaje WTA ve dvouhře.

## Finálové účasti na turnajích WTA (4)

### Dvouhra - výhry (2)
| Legenda                     |
| Year-End Championships (1)  |
| Kategorie International (1) |

| Č. | Datum            | Turnaj             | Povrch    | Soupeřka ve finále | Výsledek    |
| 1. | 23. květen 2009  | Štrasburk, Francie | antuka    | Lucie Hradecká     | 7-6(2), 6-1 |
| 2. | 8. listopad 2009 | Bali, Indonésie    | tvrdý (h) | Marion Bartoliová  | 7-5, skreč  |

### Dvouhra - prohry (2)
| Legenda                |
| Kategorie Tier III (1) |
| Kategorie Tier IV (1)  |

| Č. | Datum           | Turnaj                | Povrch | Vítězka              | Výsledek          |
| 1. | 26. květen 2007 | Istanbul, Turecko     | antuka | Jelena Dementěvová   | 7-6(5), 3-0 skreč |
| 2. | 5. leden 2008   | Auckland, Nový Zéland | tvrdý  | Lindsay Davenportová | 6-2, 6-2          |

## Postavení na žebříčku WTA na konci sezóny

### Dvouhra
| Rok    | 2004 | 2005   | 2006  | 2007  | 2008  | 2009  |
| Pořadí | 497. | ▲ 189. | ▲ 49. | ▼ 80. | ▲ 74. | ▲ 26. |

### Čtyřhra
| Rok    | 2007 | 2008   | 2009   |
| Pořadí | 850. | ▲ 126. | ▼ 861. |